# Menes (plaats)
Menes is een bestuurslaag in het regentschap Pandeglang van de provincie Banten, Indonesië. Menes telt 6049 inwoners (volkstelling 2010).